# Lovska puška
Lovska puška bi bila lahko po funkciji, ki jo opravlja preprosta in cenena konstrukcija.
Vendar temu ni tako saj je puška lovcu skoraj intimna last, zato mora biti nekaj posebnega.
Lovsko orožje so od prve uporabe pa do današnjih dni izdelovali posebno skrbno,   ga krasili,  tako,   da se je lovsko orožje od nelovskega razlikovalo po tem.
Začetek puškarstva v Sloveniji štejemo leto 1558 ko je cesar Ferdinand I.  poklical iz belgijskega Liega kakih 100 puškarjev,   ki so uvedli izdelovanje pušk med železarji v Borovljah.  Tu je bil ustanovljen tudi puškarski ceh.
Takrat so izdelovali puške na kresilni kamen in jih uspešno izvažali v Italijo.
Valvasor v svoji »Slavi Vojvodine Kranjske« piše,   da v Stari Savi na Jesenicah prebiva mojster Peter Botti katerega v izdelavi čednega in lepega orožja nihče ne prekaša in da lahko tekmuje z najboljšimi italijanskimi,  francoskimi in nizozemskimi mojstri.
Dandanes pa je v izdelovanju dosežen razen napredka tudi večja konkurenca,  predvsem Čehov.